# Jo Malone London
Jo Malone London ist ein britisches Kosmetikunternehmen, das 1994 von der britischen Parfümeurin Joanne Lesley Malone gegründet wurde. Zum Sortiment gehören auch Duftkerzen.
1999 wurde es von Estee Lauder übernommen. Die Gründerin blieb bis 2006 als Kreativ-Direktorin tätig.
Bis 2014 wurden 47 Parfüms der Marke von der Schweizer Parfümeurin Christine Nagel kreiert. Dazu gehört unter anderem Wood Sage and Sea Salt mit dem Geruch von Seesalz nach einem Strandtag auf der Haut. Es wurde mit dem International Fragrance Awards für Damen von der Zeitschrift Marie Claire ausgezeichnet.
Im Jahr 2016 war es die Estée-Lauder-Marke mit dem schnellsten Wachstum. Auch 2019 trug Jo Malone London durch weiteres Wachstum zum Unternehmenserfolg von Estee Lauder bei. Dies galt auch für 2024.

## Marketing
Zu den Märkten der Marke gehören inzwischen auch Brasilien, Japan (seit 2008) China (seit 2014), Israel, Korea und die Philippinen. Weiter gehören eigenständige Geschäfte zum Erscheinungsbild. Mitte des Jahres 2017 wurde in Deutschland das erste Geschäft der Marke in Berlin eröffnet.
Seit 2012 machte Jean-Guillaume Trottier, der seit 2004 bei Estee Lauder im Bereich brand management arbeitet, das Betonen der Handwerkskunst und die Verwendung unerwarteter Duftstoffe zur Strategie der Marke. Seit 2012 bezieht sich Trottiers Arbeit ausschließlich auf Jo Malone und ist in London angesiedelt.
2015 wurde das englische Model Poppy Delevingne Markenbotschafterin, ergänzt um Model und Singer-Songwriterin Karen Elson im Jahr 2016. Im Juli 2019 wurde der britische Schauspieler John Boyega als Markenbotschafter ernannt; er trat im September 2020 nach einem Werbespot für China, wo er durch einen anderen Schauspieler ersetzt worden war, zurück. 2024 wurde es als zweiter männlicher Botschafter der britische Schauspieler Tom Hardy.

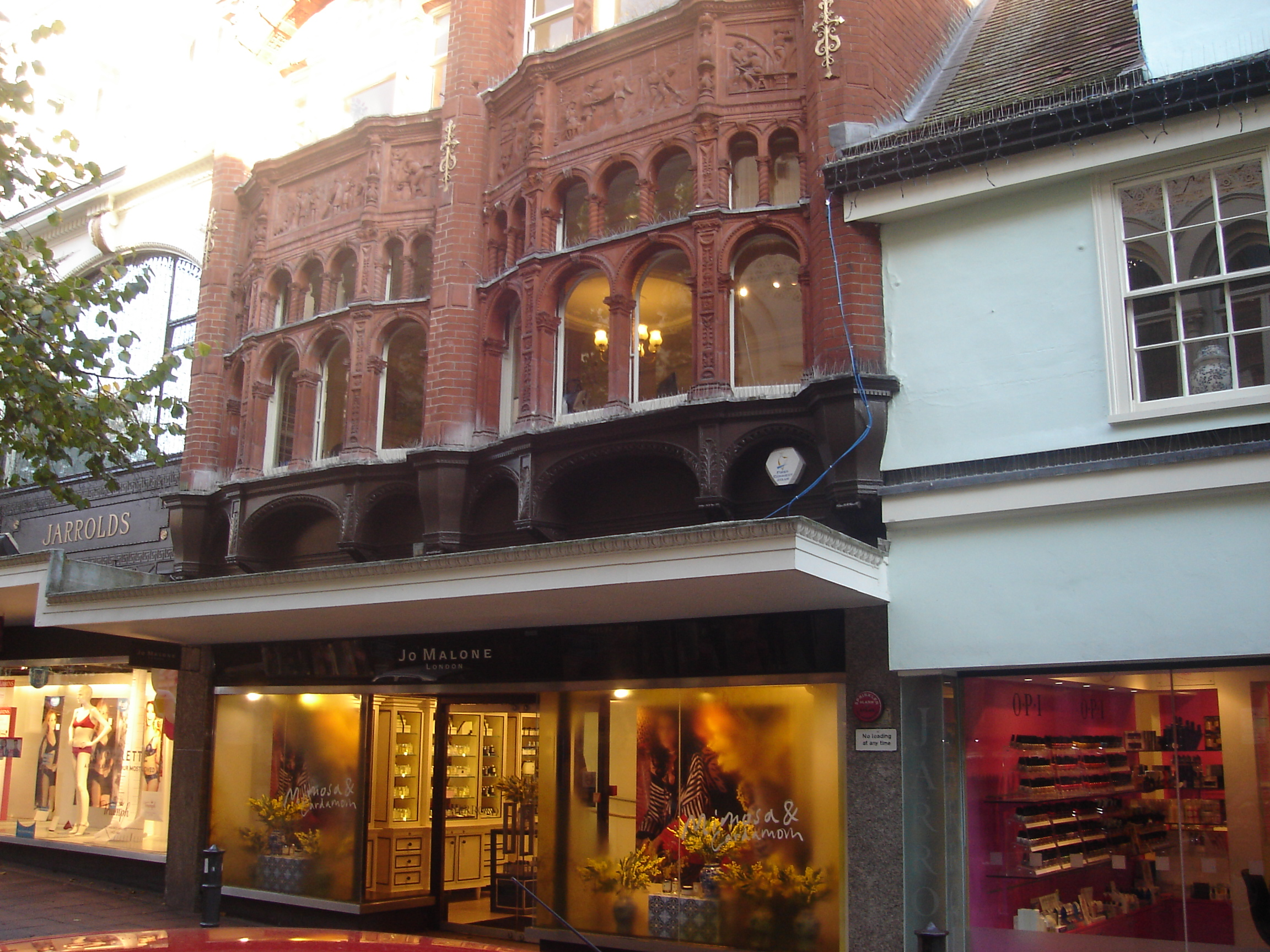
Jo Malone, Geschäft im englischen Norwich
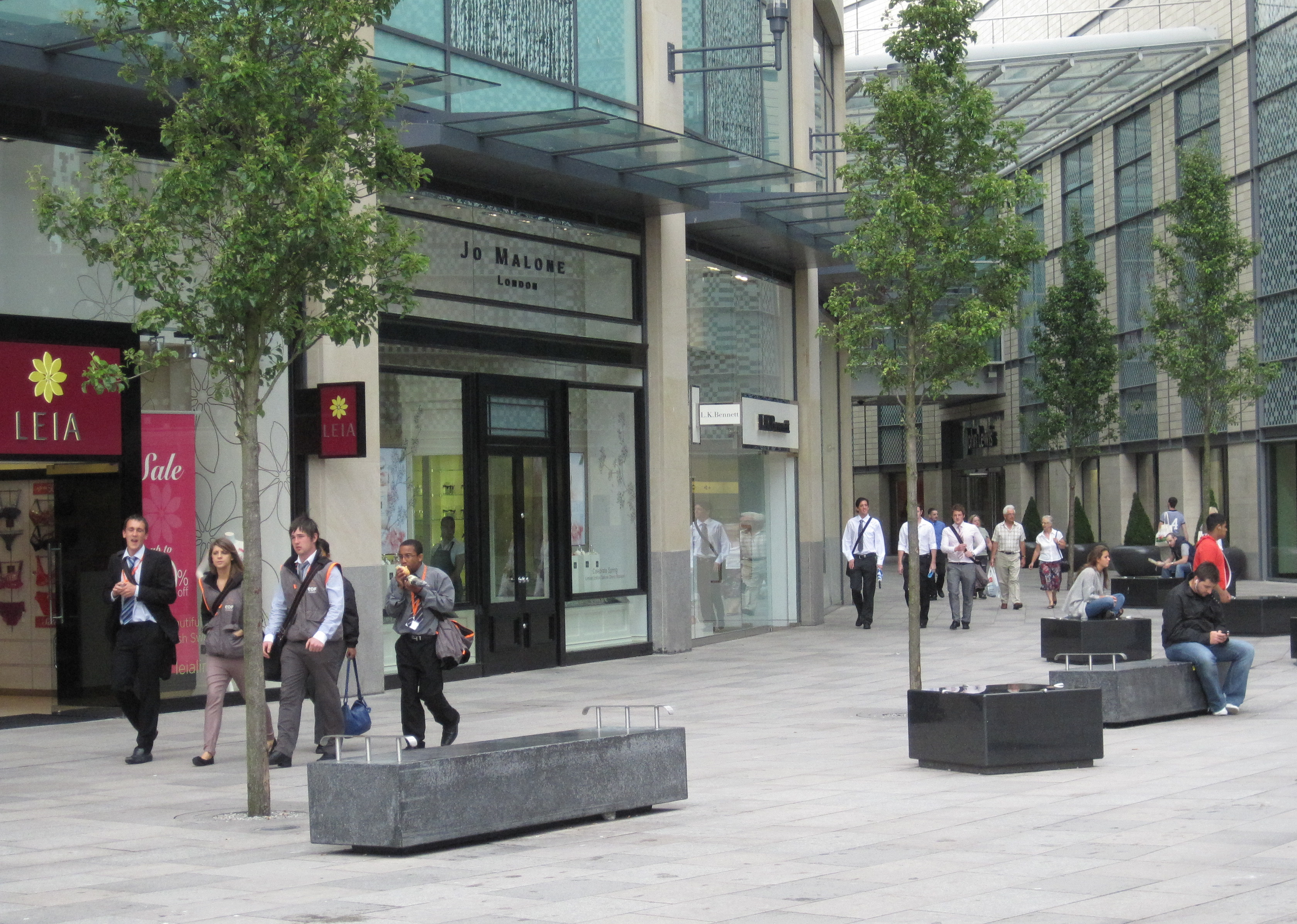
Jo Malone, Geschäft im englischen Cardiff